# Love and Rockets (historieta)
Love and Rockets (a menudo abreviado como L&R) es una serie de comic book de Gilbert Hernandez y Jaime Hernández, denominados a veces de forma conjunta como Los Bros Hernandez. Su hermano Mario Hernández contribuyó esporádicamente. Fue uno de los primeros cómics de la revolución de la historieta alternativa de los 1980.

## Personajes

### Jaime
- Margarita Luisa "Maggie" Chascarrillo:
- Esperanza Leticia "Hopey" Glass:
- Beatríz "Penny Century" García:
- Isabel "Izzy" Reubens:
- Daphne "Daffy" Matsumoto:
- Ray Dominguez:
- Doyle Blackburn:
- Rena Titañon and Vicki Glori:
- Danita Lincoln:
- H.R. Costigan:
- Terry Downe:
- Rand Race:
- Eulalio "Speedy" Ortiz:
- Vivian "Frogmouth" Solis:

### Gilbert
- Luba:
- Luba's children: Maricela, Guadalupe, Doralis, Casimira, Socorro, Joselito, Concepción
- Luba's lovers:
- Ofelia:
- Heraclio and Carmen:
- Israel, Satch, Vincete, Jesús:
- Chelo:
- Pipo, Gato, Sergio:
- Tonantzín Villasenor:
- Manuel and Soledad:
- Fritz, Petra, Venus:
- María:
- Errata Stigmata:

## Historias más significativas

### Jaime
- Mechanics
- The Death of Speedy Ortiz
- Flies on the Ceiling
- Wigwam Bam
- Home School
- The Ghost of Hoppers
- The Love Bunglers

### Gilbert
- Heartbreak Soup
- An American in Palomar
- For the Love of Carmen
- Human Diastrophism
- Love and Rockets X
- Poison River

- Datos: Q3098763